# Spännarhyttan
Spännarhyttan var en hytta som anlades i Norberg i slutet av 1800-talet för produktion av tackjärn. Hyttan byggdes om och moderniserades av Surahammars bruk 1910. Den hyttan drevs till 1974. Då startade man i stället Europas modernaste hytta (masugn), Stål 74, som byggts bredvid den gamla hyttan. Den nya hyttan drabbades av effekterna av oljekrisen 1973, visade sig vara för liten och blev ganska snart kraftigt olönsam. Hotet om nedläggning utlöste starka protester, vilket inte hjälpte. Denna moderna masugn stängdes 1981 och är nu riven.

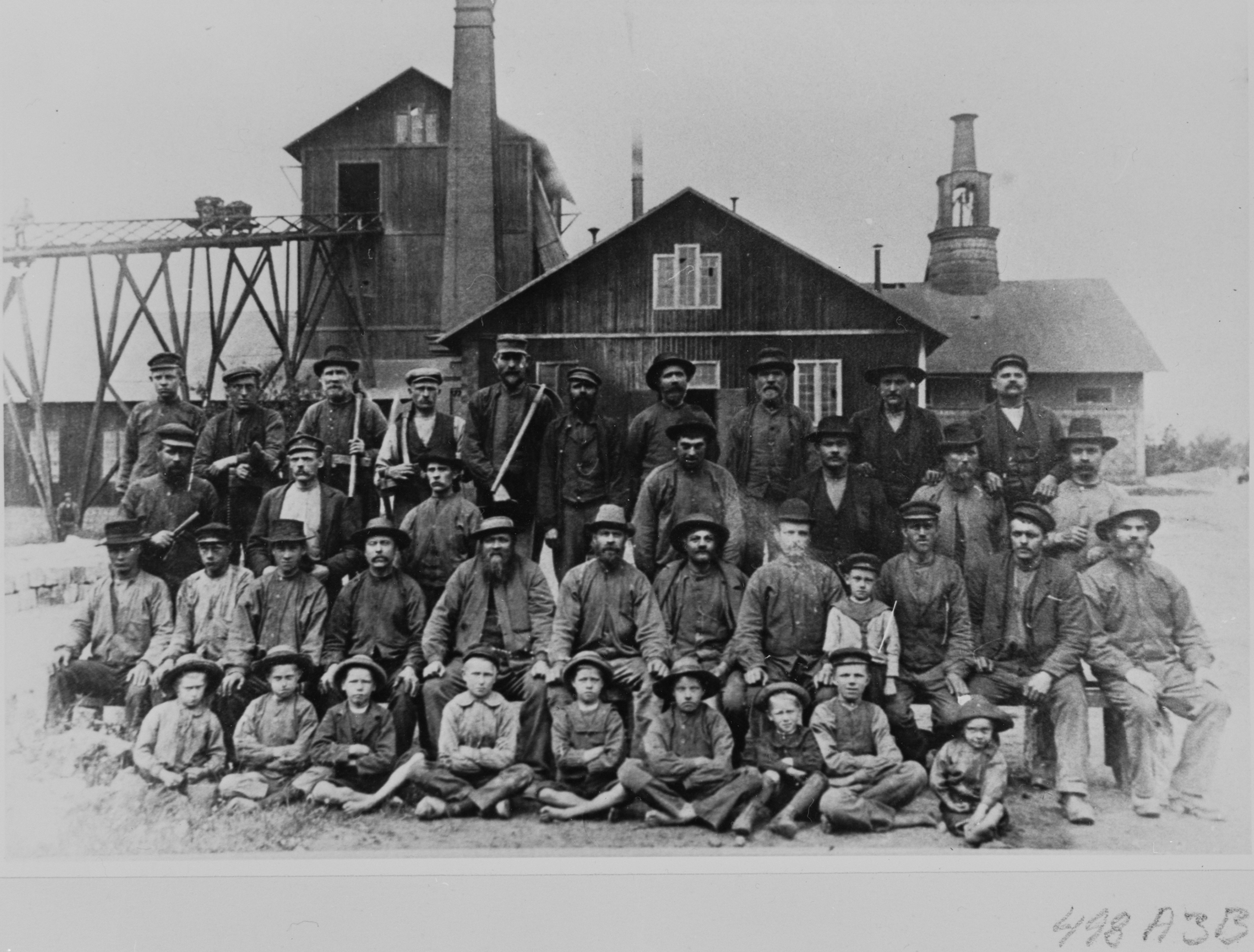
Spännarhyttan med personal ca 1900.

## Spännarhyttan 1882 - 1910
Den första hyttan i Spännarhyttan anlades 1882. Den ägdes då av Svanå bruk. En hel del maskiner och byggnader övertogs från Nyhyttan som blåstes ner för sista gång. Spännarhyttan hade en masugn och en rostugn. Fasaden var byggd i trä. Malm från gruvor fanns inom räckhåll i Norbergs malmfält. Den närmaste gruvan, Bondgruvan, låg bara 400 m från Spännarhyttan.
Surahammars bruk köpte Svanå bruk 1905 och blev då ny ägare till Spännarhyttan. Surahammars bruk moderniserade hyttan och den byggdes om för högre produktion.

## Spännarhyttan 1910 - 1974
Den nya hyttan byggdes i tegel. Den hade två masugnar med värmeåtervinning (varmapparat). Masugnarna var byggda i järnbandsförstärkt tegel och hade en stor tappningshall. Därtill fanns två rostugnar också byggda i tegel. Hyttan invigdes 1910. I en sidobyggnad fanns två ångmaskiner som drev varsin generator. Ångpannorna eldades med masugnsgas. I tappningshallens förlängning mot söder fanns gjuteriet där det tillverkades kokiller för stålverket i Surahammar och även för en yttre marknad. Separat fanns ett sinterverk, där man sintrade (sammansmälter) slig (anrikad krossad järnmalm), eventuellt med tillsatser, för att mata in i masugnen. Kapaciteten för hyttan var 300 ton tackjärn per vecka. Reparationsverkstaden låg på nedre botten i en tvåvånings tegelbyggnad där snickarverkstad och laboratorium fanns på andra våningen.
Hösten 1916 förvärvade Asea aktiemajoriteten i Surahammars bruks AB i avsikt att säkerställa sitt behov av viktiga råvaror som smide, gjutgods och grovplåt. Senare blev behovet av elektroplåt (för Aseas motorer, generatorer, transformatorer med mera) prioriterat och Surahammar installerade nya valsverk. Surahammarsbolaget avvecklades 1918 och övergick till att kallas Aseas bruksavdelning.
Det var ont om tekniska hjälpmedel, det var släggor, spadar, spett och skottkärror som var arbetsredskapen. Tyngre interna transporter utfördes av brukets tre hästar med tillhörande körkarlar och till deras förfogande fanns det både fyrhjulsvagnar och kärror. Bruket hade en industribrandkår där brandsprutan drogs av hästar.
Under andra världskriget uppstod ett ökat behov av tackjärn och produktionen gick för fullt. Efter kriget minskade efterfrågan på tackjärn och masugn nummer två blåstes ned. Då andra industrier permitterade sin personal kördes hyttan med reducerad kapacitet och det järn som inte kunde säljas lagrades på järngården som vissa år blev överfull. På bilder av hyttan från 1930-talet kan  man se på tackjärnsstaplarna att det är lågkonjunktur, men från 1933 och fram till krigsslutet gick försäljningen bra och lagren minskade till nästan noll.
Det som utmärkte Spännarhyttans tackjärn var den fina kvaliteten med låg svavelhalt, vilket berodde dels på bra malm från egna gruvor och dels, framför allt, på att träkol användes i processen. Träkol började i slutet på 1940-talet bli en alltför dyr råvara och man utredde att övergå från träkol till koks. Problemet med koks var att svavelhalten skulle stiga drastiskt, men det fanns en färskningsmetod som skulle kunna eliminera detta problem. År 1950 var träkolsdriftens saga all och koksdriften var ett faktum. Rostugnarna behövdes inte längre och de revs. 1954 blev Surahammars Bruks AB ett självständigt dotterbolag till Asea, med egen redovisning.

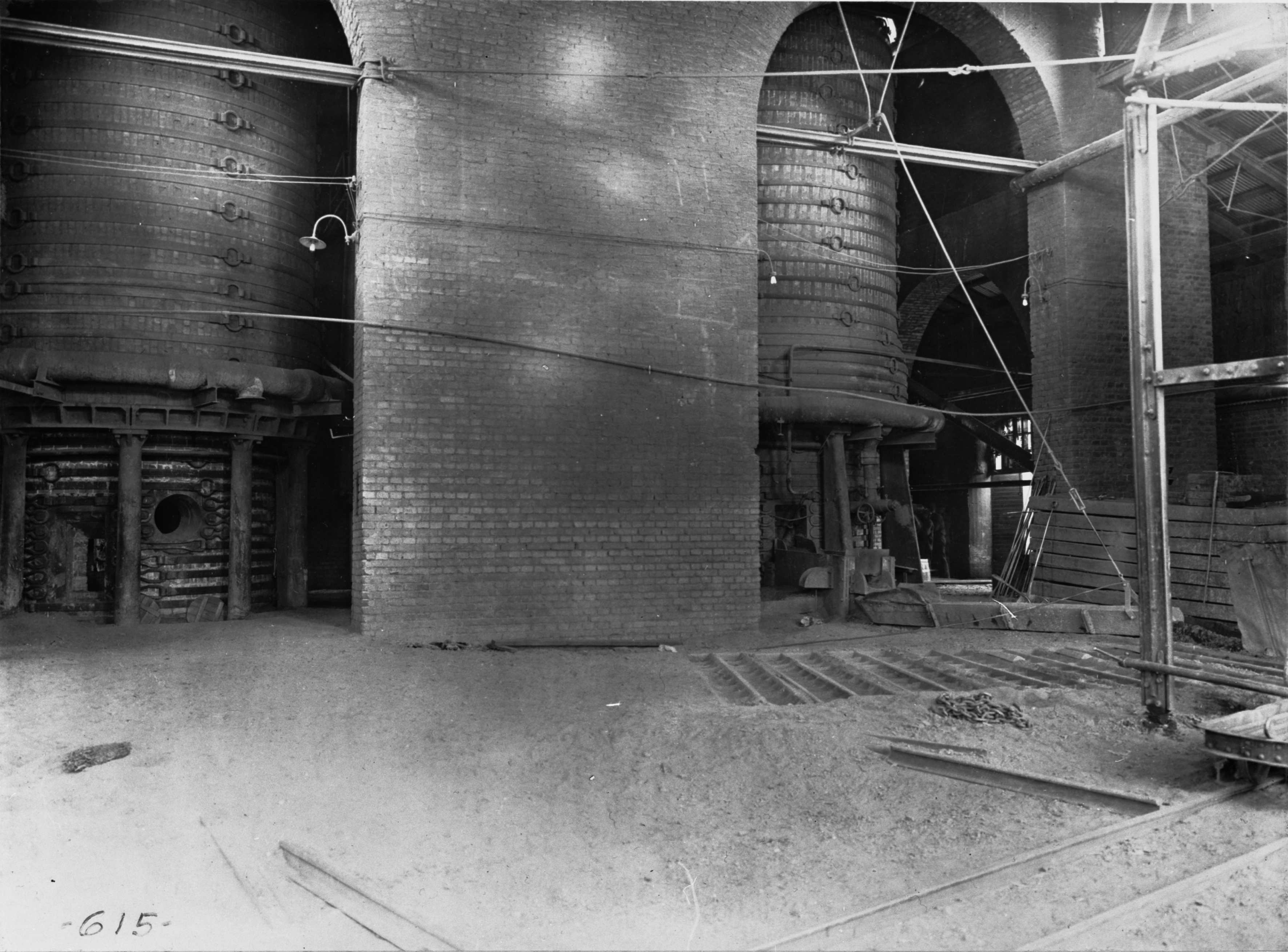
De två masugnarna i Spännarhyttan från 1910. Framför dem är tappningshallen.

För att öka produktionen behövdes mer sinter, och ett nytt sinterverk byggdes. På toppen av masugnen hade ett nytt uppsättningsmål (där masugnen matas) monterats och tappningshallen hade byggts ut och försetts med en ny travers med lyftkapacitet på 63 + 15 ton. Därtill hade en ny så kallad rullugn som rymde ett helt ”utslag”, ca 20 ton flytande järn installerats. Bränd kalk tillsattes och genom ugnens rullning färskades järnet och svavelhalten sjönk till värden liknande träkolsjärnets.
Det tunga manuella arbetet med handlastning blev ett minne blott när en gjutmaskin anskaffades, en maskin där transportbandet förde järntackorna direkt till en järnvägsvagn på lastkajen. Gjuteriet byggdes ut i två etapper. Sandberedningen moderniserades och en ny tryckluftdriven skakformmaskin inköptes. Ett stort arborrverk (horisontal borrmaskin) och en fräsmaskin införskaffades för att bearbeta kokillerna. En 25 tons lågfrekvensugn (värmning med samma princip som induktionshäll som i dagens spishällar) installerades för att järnet från hyttan skulle få bättre gjutegenskaper.
På 1960-talet nämndes det då och då att Spännarhyttan gick dåligt ekonomiskt sett. Asea som var huvudägare fick täcka förluster som inte var ringa och krav restes på åtgärder för att förbättra resultatet. Via företagsnämnden fick man veta att det fanns förslag om nedläggning alternativt byggande av ny masugn. Slutligen meddelades att en storsatsning på 40 miljoner kronor skulle göras genom att bygga en ny masugn i Spännarhyttan och ett nytt stålverk i Surahammar. Flytande tackjärn skulle fraktas på järnvägen till Surahammar.

## Järnvägstransporterna

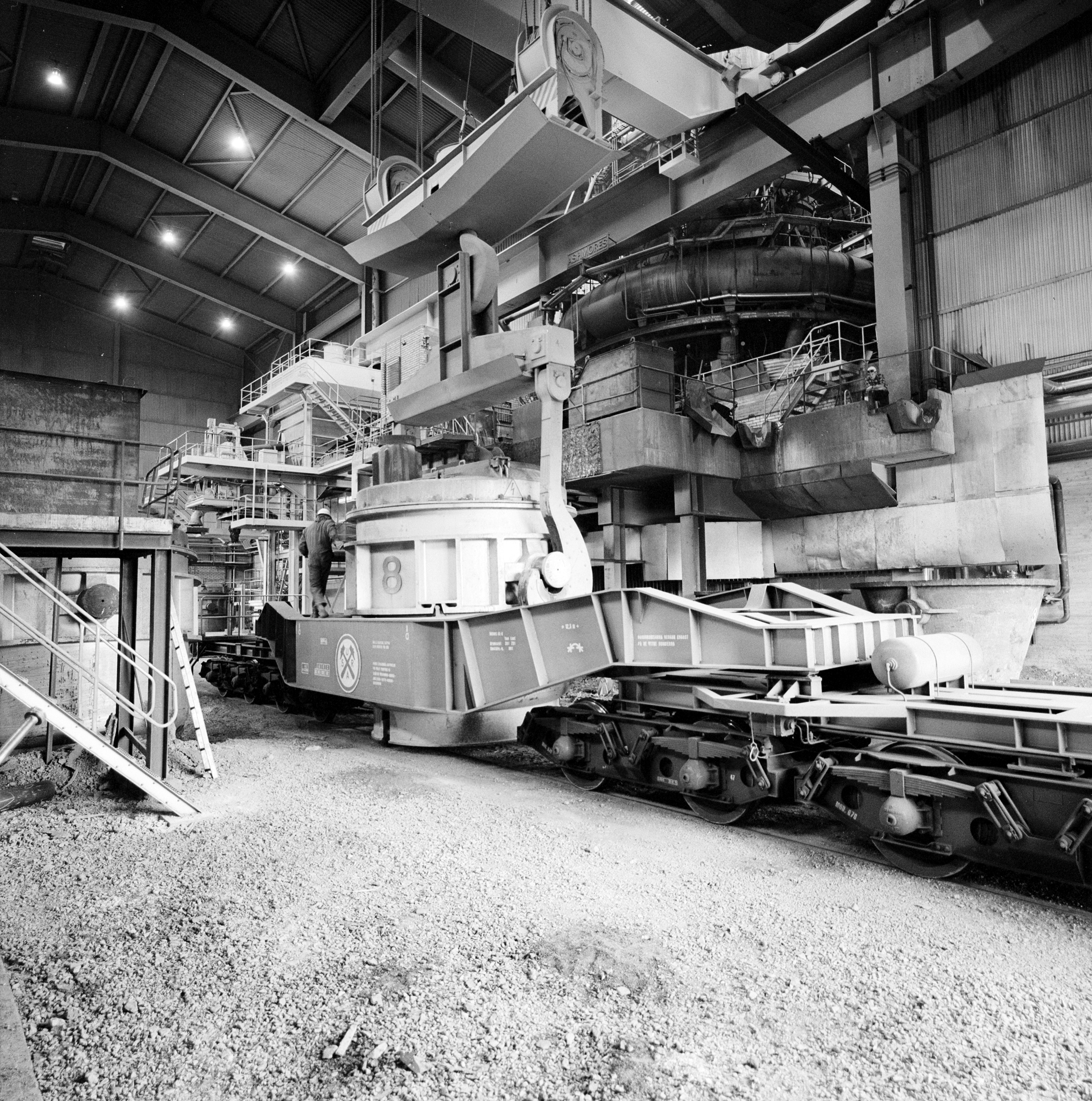
Inne i Spännarhyttan, vagn för transport av flytande järn till Surahammar

I planen med den nya Spännarhyttan och det nya stålverket i Surahammar ingick att man skulle frakta flytande råjärn till Surahammar. Försök gjordes 1967 med transport av flytande järn på järnväg från Spännarhyttan till Surahammar. Sträckan är 50 km lång. Dessa försök visade att temperaturfallet av järnet hölls inom beräknade värden. Norbergs Mekaniska Verkstad fick beställningen och byggde fyra åttaaxliga specialvagnar för Spännarhyttetrafiken år 1974 och ytterligare en mellan 1974 och 1979. De var en typ av djuplastningsvagnar där en skänk hängdes upp mellan långbalkarna. Totalvikten per vagn var 150 ton, varav själva vagnen vägde 50 ton, skänken 50 ton och smältan 50 ton. Med en temperatur på det flytande stålet av 1 400 grader Celsius beräknades en utvändig temperatur av ungefär 160 grader Celsius och ett temperaturfall av omkring 6,5 grader per timme. Detta förutsätter att skänken är ordentligt förvärmd innan järnet fylls i, det vill säga under fortvarighetstillstånd.
Under storhetstiden så bestod dessa tåg av ett T44 lok plus 4 vagnar med en total vagnvikt av 600 ton utspritt på 100 meter. Transporterna gick dagligen med tre tåg i vardera riktningen med 2―3 vagnar i varje tåg. När anläggningarna var fullt intrimmad beräknades en årlig transport av 150 000 ton flytande järn. Detta gick rakt in i konvertern i den så kallade OBM-processen i Surahammars bruk. En skänk räckte till två stycken charger i konvertern.

## Spännarhyttan 1974 - 1981

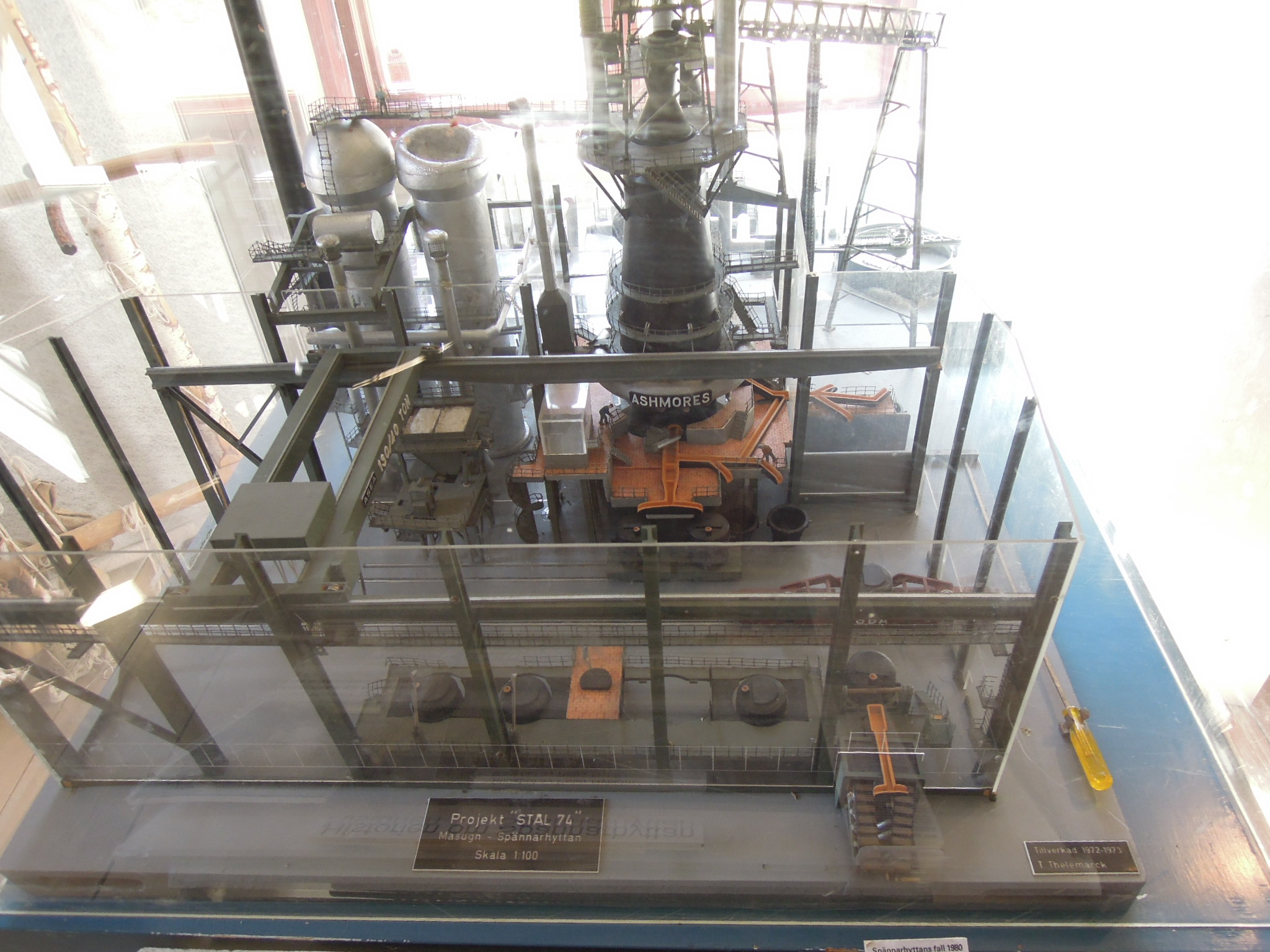
Modell av Spännarhyttan Projekt 74 i Bergslagens medeltidsmuseum. Järnvägsvagnarna med skänkar för flytande järn syns i förgrunden.

Byggandet av den nya hyttan, projekt Stål 74, uppdrogs åt ett engelskt företag. Ett stort förråd uppfördes för allt material som började strömma till och grävmaskinerna satte i gång med grundgrävningar och det blev liv och rörelse i hela arbetsområdet som låg öster om gamla hyttan.
Masugnen eller hyttpipan som den kallades utfördes av 50 mm stålplåt i den nedre delen och 25 mm stålplåt i övrigt. Invändigt murades tjocka lager av eldfast tegel. Maskiner började monteras och det var stor skillnad mot den gamla masugnen från 1910 och detta var på1970-talet. Efter två års byggande (1972―1974) stod den nya masugnen klar och den gamla masugnen blåstes ner för sista gången.
Efterverkningarna av oljekrisen 1973 skapade en långvarig kris i stålindustrin över hela världen. Den samlade svenska stålindustrin hade negativ avkastning på totalt kapital under åtta år, 1975 – 82.
Det uppstod tämligen omgående ”barnsjukdomar” i den nya masugnen. Kulsintern som kom från Grängesberg fungerade inte som den skulle. Redan efter ett års drift fick man göra en så kallad omställning av ugnen, dvs. en invändig stor reparation. I samma veva blev både sinter och koks dyrare och när så efterfrågan på tackjärn minskade blev det röda siffror i boksluten. Under sommaren 1976 stoppades driften tillfälligt för att lagren av tackjärn inte skulle bli för stora. För att öka lönsamheten projekterades byggandet av ett gaseldat kraftverk. Man skulle ta tillvara värmen från den brinnande facklan av överskottsgas. Anläggningen beräknades kosta 60 miljoner kronor, och bygget startade 1979. Byggandet avbröts 15 mars 1980 då Aseas bolagsledning informerade fackföreningarna att nedläggning av Spännarhyttan var aktuell.

## Protester mot nedläggning
Nu spred sig chocken bland medarbetare i Spännarhyttan och i hela orten Norberg. När det värsta lagt sig, började man fundera på motåtgärder. Aktionsgruppen ”Rädda Spännarhyttan” bildades och cirka tusen personer deltog i september 1980 i en demonstration i Norberg. Den 11 oktober reste 800 personer i aktionsgruppen till Stockholm i ett specialchartrat tåg och demonstrerade. Den 18 oktober uppvaktade aktionsgruppen industriminister Åsling med en protestlista med 11 533 namnunderskrifter. Alla protestaktioner var förgäves.

## Nedläggningen
Förlusterna i Surahammars bruks AB var enorma, orsakade av det låga kapacitetsutnyttjandet och de höga tillverkningskostnaderna. När Percy Barnevik tillträdde som VD för Asea blev en av hans första åtgärder att stoppa förlusterna som hotade hela koncernen.
Beslut om nedläggning av såväl Spännarhyttan som OBM-ugnen i Surahammar togs den 20 oktober 1980 av styrelsen. Under hela drifttiden 1974 till nedläggningen 1981 bidrog Asea med 537 miljoner kronor till Spännarhyttan och Surahammar, det vill säga i snitt 1,5 miljoner kronor per vecka.
Den sista december 1980 upphörde brytningen i gruvorna och 10 april 1981 efter bara sju års drift slocknade den masugn som var Europas modernaste. Därmed avslutades 99 års tackjärnstillverkning i Spännarhyttan.

## Finns att se
Det finns en modell i skala 1:100 av Spännarhyttans projekt Stål 74 i Bergslagens medeltidsmuseums besökscentrum (vid Nya Lapphyttan) i Norberg.
Området där hyttan stod är delvis rensat. En del byggnader används fortfarande men det finns betongfundament och väggar kvar från rivna byggnader. Författaren Jan Jörnmark har skrivit böcker om övergivna platser och driver en hemsida om övergivna platser. På hans hemsida visas bilder på hur resterna av masugnen Spännarhyttan såg ut 2004.
Masugnspipor av motsvarande konstruktion och tidsålder som Spännarhyttans från 1910 finns att se i Högfors bruks ruiner, som ligger strax under en mil sydöst om Norberg. Det järnbruket byggdes 1915 och lades ner 1953. Kvar finns väggar av järnbruket, två masugnspipor och kolhuset.